# Chicken Switch
 Chicken Switch – ósma składanka zespołu Melvins zawierająca piosenki remiksowane wydane w roku 2009 przez firmę Ipecac Recordings.

## Lista utworów
1. Washmachine Sk8tronics – Eye Yamatsuka
2. Emperor Twaddle Reemix – Christoph Heemann
3. She Chokes Her Dying Breath and Does It In my Face – V/Vm
4. AAHHH... – John Duncan
5. Linkshänder – Matmos
6. EggNog Trilogy i) She's Ivanhoe ii) Cancer iii) Inebriated – Lee Ranaldo
7. SNOW REM REM IBVZ – Merzbow
8. Prick Concrete/Revolution M – David Scott Stone
9. Queen (Electroclash Remix) – The Panacea
10. The Silky Apple Butter of Youth – Sunroof!
11. 4th Floor Hellcopter – Kawabata Makoto
12. disp_tx_skel_mach_murx – Farmers Manual
13. Overgoat – Void Manes
14. Over from Under the Dog, Girl & Boy Treatment – RLW
15. Hard Revenge Milly Bloody Battle VS. The Melvins Ozmatized Gore Police (Feat. Cardopusher of the Five Deadly Venoms) – Speedranch